# منطقة بولتشيزه
منطقة بولتشيزه (بالألبانية: Rrethi i Bulqizës) هي واحدة من ستة وثلاثين منطقة تقع في ألبانيا وهي جزء من مقاطعة ديبر.[بحاجة لمصدر] يقدر عدد سكانها بـ 28,374 نسمة ومساحتها 469 كم2 .